# Харви, Родни
Родни Майкл Харви (англ. Rodney Michael Harvey, род. 31 июля 1967, Филадельфия, Пенсильвания, США — 11 апреля 1998, Лос-Анджелес, Калифорния, США) — американский актёр, модель и танцор.

## Биография
Харви родился в Филадельфии, штат Пенсильвания, и был открыт режиссёром Полом Моррисси в 1984 году. Моррисси снял Харви в двух своих фильмах «Смешанная кровь» (1985) и «Спайк из Бенсонхерста» (1988). Он учился в средней школе Южной Филадельфии до 11 класса, но бросил учёбу, чтобы продолжить карьеру в кино. Подписав контракт с агентом, Харви переехал в Лос-Анджелес, где продолжил сниматься, а также начал работать моделью. Позировал с Мадонной для журнала Life и работал в Calvin Klein.
В 1990 году он получил роль в сериале «Аутсайдеры». После того, как сериал закончился, Харви снялся в сериале «Твин Пикс», за которым последовала роль в фильме «Мой личный штат Айдахо». Он также снялся в фильме «Сальса» вместе с Драко Розой. В последний раз он появился на экране в 1996 году в драме «Одинокий человек Бога».
Во время съёмок фильма «Мой личный штат Айдахо» Харви начал употреблять героин. После нескольких отсидок в тюрьме и попыток очиститься он умер от передозировки героина и кокаина 11 апреля 1998 года в отеле Barbizon в Лос-Анджелесе.

## Фильмография
| Год  | Название                | Роль          | Прим                                   |
| ---- | ----------------------- | ------------- | -------------------------------------- |
| 1985 | Курьеры                 |               |                                        |
| 1985 | Смешанная кровь         | Хосе          |                                        |
| 1986 | Возвращение Билли Джека |               |                                        |
| 1987 | Инициация               | Денни         |                                        |
| 1987 | Пять углов              | Кастро        |                                        |
| 1988 | Сальса                  | Кен           |                                        |
| 1988 | Спайк из Бенсонхерста   | Френки        |                                        |
| 1990 | Тихая любовь            | Джулио        |                                        |
| 1990 | Твин Пикс               | Байкер Скотти | пилотная серия                         |
| 1990 | Аутсайдеры              | Кертис        | 13 серий                               |
| 1991 | Мой личный штат Айдахо  | Гери          |                                        |
| 1992 | Без ума от оружия       | Том           |                                        |
| 1996 | Одинокий божий человек  | Глен          |                                        |
| 1996 | Интимные преступления   | Камерон       |                                        |
| 2021 | Kid 90                  | в роли себя   | документальный фильм (архивная запись) |